# Club Balonmano Remudas Isla de Gran Canaria
Il Club Balonmano Remudas Isla de Gran Canaria, meglio noto come BM Remudas Gran Canaria o Rocasa Gran Canaria per ragioni di sponsorizzazione, è una società spagnola di pallamano femminile, con sede nella città di Telde, situata nell'isola di Gran Canaria. Milita nella División de Honor, la massima serie del campionato spagnolo. Nella sua storia ha vinto per due volte la EHF Challenge Cup (nel 2016 e nel 2019), e per una volta il campionato spagnolo (nel 2019).

## Storia
Il club venne fondato nel 1978 e nel 1989 venne promosso per la prima volta nella División de Honor, il massimo livello del campionato spagnolo di pallamano femminile. Da allora il club ha mantenuto la categoria, raggiungendo i migliori risultati a partire dal 2015. Infatti, nella stagione 2014-2015 vinse il suo primo trofeo, la Coppa della Regina, dopo che aveva perso le finali nelle due precedenti edizioni. Nel 2016 arrivò la vittoria del primo trofeo internazionale con la conquista della EHF Challenge Cup, la terza coppa europea per prestigio organizzata dalla EHF: nella doppia finale il Rocasa Gran Canaria superò la compagine turca del Kastamonu BGSK. Nel 2017 arrivò la vittoria della seconda Coppa della Regina, seguita nel 2018 dalla vittoria per la prima volta della Supercoppa di Spagna. Dopo aver perso la finale della EHF Challenge Cup 2017-2018 contro le polacche del MKS Lublin, il Rocasa Gran Canaria conquistò la sua seconda EHF Challenge Cup nell'edizione 2018-2019, superando nella doppia finale le polacche del Pogoń Stettino. Nella stessa stagione 2018-2019 il club vinse per la prima volta la División de Honor.

## Palmarès

### Competizioni nazionali
- Campionato spagnolo: 1

2018-2019
- Coppa della Regina: 2

2015, 2017
- Supercoppa di Spagna: 2

2018, 2020

### Competizioni internazionali
- EHF Challenge Cup: 2

2015-2016, 2018-2019